# Соколовський район (Волинська округа)
Со́коловський райо́н  — адміністративно-територіальна одиниця УСРР, що існувала в 1930 році у складі Волинської округи. Районний центр — село Соколів.

## Історія та адміністративний устрій
Район було утворено 20 червня 1930 року у складі Волинської округи УСРР як національний німецький з Барбарівської, Кам'яно-Майданської, Миколаївської, Несолонської, Ново-Зеленської, Поліянівської, Теснівської, Тупальцівської, Черницької сільських рад Новоград Волинського району, Вацлавпільської, Генрихівської, Кароліно-Дерманської, Курненської, Велико-Лугської, Недбаївської, Очеретянської, Рудокопівської, Соколівської, Старо-Майданської, Тетірської, Улашанівської, Яблонецької, Янишівської сільських рад Пулинського району, Бобрицько-Болярської та Вербицької сільських рад Барашівського району.
Район ліквідовано 2 вересня 1930 року, сільські ради передано до складу Новоград-Волинського району.